# Gianfranco Canali
Gianfranco Canali (Terni, 4 settembre 1950 – Perugia, 19 febbraio 1998) è stato uno storico italiano.

## Biografia
Nato a Terni nel 1950, si iscrisse alla Facoltà di Lettere e Filosofia dell'Università degli Studi di Roma "La Sapienza", dove si laureò con Claudio Natoli presso la cattedra di Storia dei Partiti Politici con una tesi su Terni tra Liberazione e ricostruzione.
Dal 1984 fu inoltre ricercatore presso l'Istituto per la Storia dell'Umbria Contemporanea, per il quale elaborò e seguì progetti di ricerca legati alla storia di alcune delle principali città umbre. Fu anche promotore di iniziative culturali e di formazione rivolte a insegnanti e studenti.
Dal 1989 collaborò inoltre con le cattedre di Storia Sociale e storia contemporanea della Facoltà di Lettere e Filosofia dell'Università degli studi di Perugia, svolgendo anche attività didattica e di ricerca. 
I suoi interessi di storico si indirizzarono allo studio del movimento operaio in rapporto alla fabbrica, alla città, alla politica e allo studio delle forze antifasciste che operarono nel territorio ternano, a cui fu profondamente legato.

## Pubblicazioni principali
Nel corso della sua vita Gianfranco Canali è stato autore di diverse pubblicazioni. Tra le altre si ricordano:
- Terni 1944. Città e industria tra liberazione e ricostruzione. Con un saggio introduttivo di Renato Covino, Comune di Terni, Terni 1984; (curatela con Gianni Bovini)
- Per la storia del movimento sindacale ternano: l'archivio della Camera del lavoro di Terni, Arti Grafiche Nobili, Terni 1985; (con Luciana Brunelli)
- Gli antifascisti umbri nella guerra civile di Spagna, Isuc, Anpi, Anppia, Perugia 1989 (catalogo della mostra);
- Tradizione e cultura sovversiva in una città operaia: Terni 1880-1953, in Renato Covino, Giampaolo Gallo (a cura di), Storia d’Italia. Le regioni dall’Unità ad oggi. L’Umbria, Einaudi, Torino 1989;
- Classi sociali, mutualismo, resistenza e cooperazione a Terni nella seconda metà del XIX secolo, in Gianni Bovini, Renato Covino (a cura di), Studi sulla cooperazione, Protagon, Perugia 1990; (con Luciana Brunelli),
- L'antifascismo umbro e la guerra civile di Spagna, Editoriale Umbra, Isuc, Foligno-Perugia 1992;
- La classe operaia e L'opposizione operaia, in Raffaele Rossi (a cura di), Storia illustrata delle città dell'Umbria, Michele Giorgini (a cura di), Terni, Sellino, Milano 1994, t. 2;
- Partigiani, tedeschi fascisti, in (curatela con Luciana Brunelli), L’Umbria dalla guerra alla Resistenza, Atti del convegno “Dal conflitto alla libertà”. L’Umbria dalla guerra alla Resistenza (Perugia, 30 novembre - 1 dicembre 1995), Editoriale Umbra, Isuc, Foligno-Perugia 1998;
- Umbria, in Frediano Sessi, Renato Sandri, Enzo Collotti (a cura di), Dizionario Storico Geografico della Resistenza, vol. I, Storia e geografia della Liberazione, Einaudi, Torino 2000;
- Conflittualità operaia nella Società Terni dalla Liberazione alla svolta del 1948, «Proposte e ricerche», 1992, 29;
- Una società rurale in guerra: note sulle campagne umbre durante la seconda guerra mondiale, «Proposte e ricerche», 1994, 33;
- Il potere e il lavoro. Notabili e imprenditori, contadini, operai e antifascisti a Narni dall'Ottocento al dopoguerra, Crace, Perugia 2004.

## Premio alla memoria
Nel 1999 l'Isuc ha istituito il Premio Gianfranco Canali, premio dedicato a tesi di laurea su tematiche di storia contemporanea dell'Umbria. Negli anni successivi il premio alla memoria di Canali è stato trasformato in un contributo di ricerca a sostegno di giovani storici che effettuano ricerche su argomenti legati alla storia contemporanea dell'Umbria.